# Nicolau Nikolàievitx Romànov el Jove
Nicolau Nikolàievitx Romànov el Jove (rus: Николай Николаевич (Младший))  (Sant Petersburg, 18 de novembre de 1856 - Antíbol, 5 de gener de 1929) gran duc Nicolau Nikolaevitx de Rússia va ser un general rus de la Primera Guerra Mundial (1914-1918). Fill del gran duc Nicolau Nikolàievitx de Rússia (1831–1891), i net de l'emperador Nicolau I de Rússia, va ser comandant en cap de les unitats de l'exèrcit imperial rus al front principal el primer any de la guerra, durant el regnat del seu cosí Nicolau II. Tot i que Paul von Hindenburg el va tenir molt en compte, va lluitar amb la colossal tasca de liderar l'esforç bèl·lic de Rússia contra Alemanya, incloent estratègia, tàctica, logística i coordinació amb el govern. Després de l'ofensiva de Gorlice-Tarnów el 1915, el tsar Nicolau va substituir el gran duc com a comandant en cap de l'exèrcit. Més tard va reeixir com a comandant en cap a la regió del Caucas. Fou reconegut breument com a tsar, emperador de Rússia el 1922 a les zones controlades pel moviment dels Exèrcits Blancs a l'Extrem Orient Rus.